# Classe Tench
La classe Tench est une classe de 29 sous-marins d'attaque conventionnels de l'US Navy construits entre 1944 et 1951 pour suivre la classe Balao et actifs de 1944 à 1975.

## Navires-musées
- USS Torsk (SS-423), Inner Harbor à Baltimore, Maryland[1].
- USS Requin (SS-481),  Carnegie Science Center à Pittsburgh, Pennsylvanie
- TCG Uluçalireis (S-338), ex-USS Thornback (SS-418) , au Musée Rahmi M. Koç à Istanbul